# Jean Langlais
Jean Langlais (* 15. Februar 1907 in La Fontenelle, Bretagne; † 8. Mai 1991 in Paris) war ein französischer Komponist und Organist.

## Leben

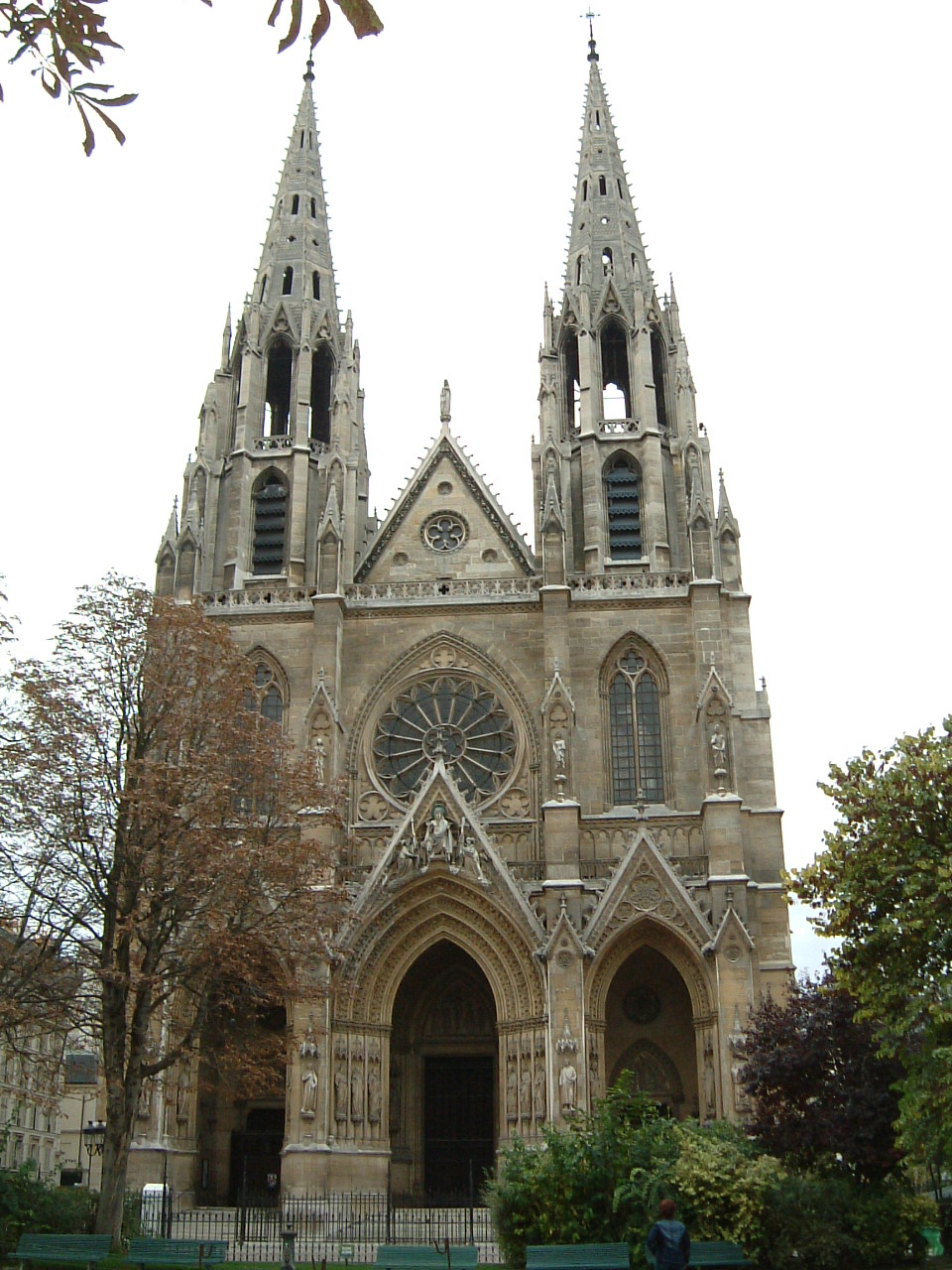
Ste. Clotilde in Paris (2005)

Jean Langlais war im 20. Jahrhundert einer der experimentierfreudigsten Komponisten und Organisten Frankreichs.
Der durch ein Glaukom im zweiten Lebensjahr erblindete Langlais studierte am Nationalen Institut für junge Blinde in Paris. Dort lernte er bei Albert Mahaut, einem Schüler von César Franck, und bei dem blinden Organisten André Marchal. Erste Erfolge waren Meisterklassenpreise am Pariser Konservatorium bei Marcel Dupré und Paul Dukas. Schließlich unterrichtete er selbst 40 Jahre lang am Nationalen Institut für junge Blinde. Zwischen 1961 und 1976 kam eine Professur für Orgel an der Schola Cantorum hinzu.
Über die Mauern der Musikhochschulen hinaus bekannt wurde Langlais aber vor allem als Titularorganist an der Pariser Kirche Ste-Clotilde von 1945 bis 1987.
1979 heiratete er in zweiter Ehe Marie-Louise Jaquet-Langlais.

## Kompositionen

### Kompositionen für Orgel
- 1927: Prélude et fugue (Universal)
- 1932: Poèmes Evangéliques : L'Annonciation – La Nativité – Les Rameaux (Combre)
- 1933–1934: Trois Paraphrases Grégoriennes : Mors et Resurrectio – Ave Maria, Ave Maris stella – Te Deum (Combre)
- 1933–1939: Vingt–Quatre Pièces pour harmonium ou orgue en 2 volumes (Combre)
- 1941: Première Symphonie : Allegro – Eglogue – Choral – Final (Combre)
- 1942–1943: Neuf Pièces : Chant de peine – Chant de joie – Chant de paix – Chant héroïque – In dulci jubilo – De profundis – Mon ame cherche une fin paisible – Prélude sur une antienne – Rhapsodie grégorienne (Leduc)
- 1943: Deux Offertoires pour tous les temps (Durand)
- 1946: Fête (Belwin Mills)
- 1947: Suite Brève : Grands Jeux – Cantilène – Plainte – Dialogue sur les mixtures (Leduc)
- 1947: Suite Médiévale : Prélude – Tiento – Improvisation – Méditation – Acclamations Carolingiennes (Salabert)
- 1948: Suite Française : Prélude sur les grands jeux – Nazard – Contrepoint sur des jeux d’anches – Française – Choral sur la voix humaine – Arabesque sur les flûtes – Méditation sur les jeux de fonds – Trio – Voix céleste – Final rhapsodique (Leduc)
- 1949: Incantation pour un Jour Saint (Schola Cantorum)
- 1950: Four Postludes (Belwin Mills)
- 1951: Hommage à Frescobaldi : Prélude au Kyrie – Offertoire – Elévation – Communion –Fantaisie – Antienne – Thème et variations – Epilogue pour pédale solo (Leduc)
- 1952: Folkloric Suite : Fugue sur O filii – Légende de Saint Nicolas – Canzona – Cantique – Rhapsodie sur deux Noëls (FitzSimons–Bock)
- 1954: Dominica in Palmis (Schola Cantorum)
- 1956: Huit Pièces Modales (Combre)
- 1956: Organ Book : Prelude – Pastoral Song – Choral in E minor – Flutes – Musette – Choral in F Major – Scherzando – Epithalamium – Andantino – Pasticcio (Theodore Presser)
- 1956: Triptyque : Melody – Trio – Final (Novello)
- 1957: Office pour la Sainte Famille : Prélude – Offertoire – Communion – Sortie (Pro Organo)
- 1957: Office pour la Sainte Trinité : Prélude – Offertoire – Communion – Sortie (Pro Organo)
- 1961: Essai (Leduc)
- 1962: Trois Méditations sur la Sainte Trinité : Le Père – Le Fils – Le Saint Esprit (Combre)
- 1962: Douze Petites Pièces pour orgue ou harmonium (Schola Cantorum)
- 1965: Poem of Life (Theodore Presser)
- 1966: Poem of Peace (Theodore Presser)
- 1966: Poem of Happiness (Theodore Presser)
- 1967: Sonate en trio (Leduc)
- 1968: Livre Œcuménique : Sacris solemniis – De Profundis – Verbum supernum – Eine Feste Burg – Ave Maris stella – Magnificat – Pater Noster – Notre Père – Kyrie orbis factor – Kyrie, Dieu, Père Eternel – Gloria orbis factor – Gloire à Dieu (Leduc)
- 1968: Deux Pièces : Adoration – Prélude dans le style ancien (Pro Organo)
- 1969: Three Voluntaries : Saint Jacques le Majeur – Ste Marie Madeleine – Ste Trinité (FitzSimons–Bock)
- 1970: Trois Implorations : Pour la Joie – Pour l’Indulgence – Pour la Croyance (Leduc)
- 1971: Cinq Chorals : Was uns die Erde Gutes spendet – Nun singt ein neues Lied dem Herren – Wie lieblich schön, Herr Zebaoth – Gesegn uns, Herr, die Gaben dein – Wir wollen singen ein Lobgesang (Pro Organo)
- 1971: Offrande à Marie : Mater admirabilis – Consolatrix afflictorum –Regina angelorum – Regina pacis – Mater Christi – Maria Mater gratiae (Combre)
- 1973: Cinq Méditations sur l’Apocalypse : Celui qui a des oreilles, qu’il écoute – Il était, Il est et Il vient – Visions prophétiques – Oh oui, viens, Seigneur Jésus – La Cinquième trompette (Leduc)
- 1973: Suite Baroque : Plein jeu – Trémolo en taille – Dialogue – Flûtes – Dialogue entre le hautbois, le bourdon et le nazard – Voix humaine – Grand Jeu (Combre)
- 1974: Huit Chants de Bretagne : Le Paradis – Disons le chapelet – Angélus – Noël breton – Jésus mon sauveur béni – Jésus nous dit de prier – Aux lys avec leurs feuilles argentées – Pensez à l’Eternité (Leduc)
- 1975: Trois Esquisses Romanes pour un ou deux orgues (Leduc)
- 1975: Trois Esquisses Gothiques pour un ou deux orgues (Leduc)
- 1976: Six Petites Pièces : Trio – Repeated notes – Legato – Staccato – Chords – Rhythms (Lissett)
- 1976: Mosaïque 1 : Stèle pour Gabriel Fauré – Sur la tombe de Buffalo Bill – Double Fantaisie pour 2 organistes – Boystown, lieu de paix (Combre)
- 1976: Mosaïque 2 : Gable – Images – Trio – Complainte de Pont–Kalleg – Salve Regina (Combre)
- 1976: Deuxième Symphonie "alla Webern" : Prélude – Lude – Interlude – Postlude (Combre)
- 1977: Mosaïque 3 : Parfum – Lumière – Printemps – Thèmes – Pax – 2ème Fantaisie pour deux organistes (Combre)
- 1978: Triptyque Grégorien : Rosa Mystica – In Paradisum – Alleluia (Universal)
- 1978: Progression : Monodie – Duo – Trio – Offering – Fugue et continuo (Leduc)
- 1979: Trois Noëls (Universal)
- 1979: Offrande à une âme : Vers la lumière – Dans la lumière (Leduc)
- 1979: Troisième Symphonie : Introduction – Cantabile – Intermezzo – Un dimanche matin à New York – Orage (Universal)
- 1980: Rosace : For a celebration – Introduction et marche – Croquis – Feux d’artifices (Combre)
- 1981: Chant des bergers – Prière des mages (Universal)
- 1982: Prélude et allegro (Universal)
- 1983: Soleils : Matin – Midi – Soir – Etoiles – France (Combre)
- 1983: Sept Etudes de Concert pour pédale solo (Universal)
- 1984: Deux Pièces brèves (Combre)
- 1984: Huit Préludes : de 1 à 8 (Leduc)
- 1984: Miniature II (Combre)
- 1985: Talitah Koum : Salve Regina – Regina caeli – Messe X – 1,7,8 (Combre)
- 1985: Trois Pièces faciles : Libre – Récitatif – Allegro (Pro Organo)
- 1985: B.A.C.H : 6 pièces (Leduc)
- 1985: American Folk–Hymn Settings : Amazing Grace – The Battle Hymn of the Republic – How firm a foundation – On Jordan’s stormy banks I stand – There is a fountain filled with blood – When I can read my tittle clear (FitzSimons–Bock)
- 1985: In Memoriam (Combre)
- 1986: Douze Versets : de 1 à 12 (Leduc)
- 1986: Hommage à Rameau : Ostinato – Meditation – Evocation (Leduc)
- 1986: Expressions : 15 pièces (FitzSimons–Bock)
- 1986: Fantasy on Two Old Scottish Themes (Novello)
- 1987: Trumpet Tune (FitzSimons–Bock)
- 1988: Christmas Carol Hymn Settings : O Come, all ye faithful – Angels we have heard on high – Silent night, Holy night – In Dulci Jubilo – Joy to the world – He is born (FitzSimons–Bock)
- 1988: Contrastes : Glas – Allegretto – Kyrie – Pièce de concert (Combre)
- 1990: Mort et Résurrection (Leduc)
- 1990: Moonlight Scherzo (Combre)
- 1990: Trois Offertoires (Combre)
- 1990: Suite in Simplicitate : Plein jeu à la Française – Virgo Maria – Cum Jubilo (Europart)
- 1990: Trio (Billaudot)

### Kompositionen für Harmonium
- 1933–1939: Vingt quatre piéces pour orgue ou harmonium (Combre)
- 1962: Douze Petites Pièces pour orgue ou harmonium (Schola Cantorum)

### Geistliche Vokalmusik
- 1931: Tantum Ergo, 3 voix mixtes (STB) et orgue (Europart)
- 1932–1942: Cinq Motets, 2 voix égales et orgue : O Salutaris – Ave mundi Gloria – Tantum Ergo – O bone Jesu – Chant litanique (Combre)
- 1940: Tantum Ergo, 8 voix mixtes et orgue (Schola Cantorum)
- 1943: Déploration, 4 voix mixtes et orgue (Combre)
- 1948: Libera, 4 voix mixtes et orgue (Combre, voir Deux Déplorations)
- 1949: Trois Prières, 1 voix ou chœur à l’unisson et orgue : Ave verum – Ave Maris stella – Tantum ergo, (Leduc)
- 1949: Messe Solennelle, 4 voix mixtes et orgue, ou orchestre (Schola Cantorum)
- 1952: Messe en style ancien, 4 voix mixtes a cappella ou avec orgue (Combre)
- 1952: Missa in Simplicitate, 1 voix ou chœur à l’unisson et orgue (Schola Cantorum)
- 1953: Caritas Christi, 4 voix mixtes et orgue ou orchestre (orch.Murray Stewart) (Schola Cantorum)
- 1954: Missa Salve Regina, 3 voix égales, unisson, 2 orgues, 5 trombones, 3 trompettes (Jobert)
- 1955: Lauda Jerusalem Dominum, 4 voix mixtes, unisson, orgue (Combre)
- 1956: Dieu, nous avons vu ta Gloire (en français), 4 voix mixtes, unisson, orgue (Combre)
- 1958: Regina Caeli, 2 voix égales et orgue (Pro Organo)
- 1958: Venite et audite, 4 voix mixtes a cappella (Schola Cantorum)
- 1958: Missa Misericordiae Domini, 3 voix mixtes (STB ou SAB) et orgue (Carus)
- 1959: Sacerdos et Pontifex (Tu es Petrus), 1 voix, orgue, 2 trompettes ad lib. (Pro Organo)
- 1962: Psaume Solennel n°1 ("Laudate Dominum"), 4 voix mixte, s, unisson, orgue, 2 trompettes, 2 trombones, timbales ad lib. (Schola Cantorum)
- 1963: Psaume Solennel n°2 ("Miserere Mei"), 4 voix mixtes, unisson, orgue, 2 trompettes, 2 trombones, timbales ad lib. (Schola Cantorum)
- 1964: Psaume Solennel n°3 ("Laudate Dominum de caelis"), 4 voix mixtes, unisson, orgue, 2 trompettes, 2 trombones, timbales ad lib. (Schola Cantorum)
- 1965: Messe "Dieu prends pitié" (en français), 4 voix mixtes (ou 1 voix) et orgue (Schola Cantorum)
- 1965: Messe "Joie sur terre" (en français), 1 voix et orgue (éd.du Levain)
- 1967: Répons pour une messe de funérailles (en français), 1 ou 3 voix et orgue (éd.du Levain)
- 1969: Solem Mass "Orbis factor" (en anglais), 4 voix mixtes, unisson, orgue (cuivres ad lib.) (Anglo–American Music Publishers)
- 1969: Festival–Alleluia, 4 voix mixtes et orgue (Theodore Presser)
- 1973: Te Deum (en latin), 4 voix mixtes et orgue, trompette et timbales ad lib. (Pro Organo)
- 1973: Trois Oraisons, 1 voix ou chœur à l’unisson, orgue et flûte (ou violon) (Combre)
- 1975: Gloire à toi Marie (en français), 3 voix de femmes ou 4 voix mixtes et orgue (Procure Romande de Musique Sacrée)
- 1977: Psaume 111 ("Beatus vir"), 4 voix mixtes et orgue (Schola Cantorum)
- 1979: Mass "Grant us thy peace" (en anglais), 4 voix mixtes et orgue (Basil Ramsey)
- 1979: Corpus Christi, 6 pièces pour 4 voix égales et orgue (Combre)
- 1982: "Dans ma faiblesse", "L’aube se lèvera" (en français), 4 voix mixtes et orgue (Europart)
- 1986: Ubi Caritas, 4 voix mixtes et orgue (FitzSimons–Bock)
- 1987: Trois Antiennes à la Sainte Vierge ("Drei Marianische Antiphonen"), 1 voix ou chœur à l’unisson et orgue (pro Organo)

### Orchesterwerke und Kammermusik
- 1935: Pièce en forme libre pour quatuor à cordes ou orchestre à cordes et orgue (Combre)
- 1936: Mouvement perpétuel pour piano (Combre)
- 1936: Symphonie concertante pour violoncelle et orchestre (Carus)
- 1937: Ligne pour violoncelle seul (Combre)
- 1938: Suite armoricaine pour piano : Epitaphe pour les marins qui n’ont pas eu de tombe – Le vieux pêcheur au large – Danse bretonne – Coquillage solitaire – Conciliabule chez les mouettes (Lissett)
- 1938: Suite Bretonne pour cordes (Combre)
- 1942: Deux Pièces pour flûte et piano : Histoire vraie pour une Môn – Rondel dans le style médiéval (Combre)
- 1943: Suite concertante pour violon et violoncelle : Danse rustique – Cantilène – Chasse et danse – Final (Combre)
- 1944: Trois Danses pour orchestre à vent, percussions et piano (Carus)
- 1961: Deuxième Concerto pour orgue et orchestre à cordes (Universal)
- 1967: Carillons pour handbells (35 ou 53) (Belwinn–Mills)
- 1969: Cortège pour 2 orgues, 4 trompettes, 4 trombones, timbales ad lib. (Carus)
- 1971: Troisième Concerto "Réaction" pour orgue, orchestre à cordes et timbales (Universal)
- 1971: Pièce pour trompette (ou hautbois ou flûte) et orgue ou piano (Combre)
- 1972: Sept Chorals pour trompette (hautbois ou flûte) et orgue, piano ou clavecin (Combre)
- 1974: Diptyque pour piano et orgue (Combre)
- 1974: Cinq Pièces pour flûte (ou violon), piano, clavecin ou orgue (Combre)
- 1976: Sonatine pour trompette, piano ou orgue (Combre)
- 1982: Pastorale et rondo pour 2 trompettes et orgue (Theodore Presser)
- 1983: Petite Rhapsodie pour flûte et piano (Billaudot)
- 1985: Petite Suite pour piano (Combre)
- 1986: Neuf Pièces pour trompette et orgue (Combre)
- 1987: Mouvement pour flûte (ou hautbois ou violon) et clavier (Pro Organo)
- 1987: Vitrail pour clarinette et piano (Combre)
- 1989: Séquences pour flûte seule (Combre)
- 1989: Etudes pour 1, 2, 4 violoncelles (Fuzeau)
- 1989: Ceremony pour cuivres (6 trompettes, 4 trombones, 2 tubas ou 3 trompettes, 2 trombones, 1 tuba) (Combre)

### Lieder
- 1931: Deux Chansons de Clément Marot, 4 voix mixtes a cappella (Combre)
- 1947: La Ville d’Ys, 4 voix mixtes a cappella ou 1 voix et piano (Combre)
- 1954: Trois Chansons populaires bretonnes, 4 voix de femmes a cappella (Lemoine)
- 1954: Cinq Mélodies, chant et piano sur des poèmes de Ronsard et Baillif (Combre)
- 1960: Sept Noëls populaires anciens, 4 voix mixtes et orgue ou piano (Combre)
- 1961: Deux Chansons populaires de Haute–Bretagne, 4 ou 6 voix mixtes (Combre)
- 1961: À la claire fontaine, 6 voix a cappella (Combre)
- 1974: Vocalise, 1 voix et piano (Combre)